# Elezioni generali in Irlanda del 1989
Le elezioni generali in Irlanda del 1989 si tennero il 15 giugno per il rinnovo del Dáil Éireann, la camera bassa dell’Oireachtas, il parlamento del paese.
Esse videro la vittoria del Fianna Fáil di Charles Haughey, che fu riconfermato Taoiseach (capo del governo).

## Risultati
| Fianna Fáil                    | 731 472   | 44,15 | 77  |  |  |  |
| Fine Gael                      | 485 307   | 29,29 | 55  |  |  |  |
| Partito Laburista              | 156 989   | 9,48  | 15  |  |  |  |
| Partito dei Lavoratori         | 82 263    | 4,97  | 7   |  |  |  |
| Democratici Progressisti       | 91 013    | 5,49  | 6   |  |  |  |
| Partito Verde                  | 24 827    | 1,50  | 1   |  |  |  |
| Sinn Féin                      | 20 003    | 1,21  | –   |  |  |  |
| Partito Socialista Democratico | 9 836     | 0,59  | 1   |  |  |  |
| Partito Comunista d'Irlanda    | 342       | 0,02  | –   |  |  |  |
| Indipendenti                   | 54 761    | 3,31  | 4   |  |  |  |
| Totale                         | 1 656 813 | 100   | 166 |  |  |  |
|                                |           |       |     |  |  |  |
| Voti non validi                | 20 779    | 1,24  |     |  |  |  |
| Votanti                        | 1 677 592 | 68,51 |     |  |  |  |
| Elettori                       | 2 448 810 |       |     |  |  |  |